# Ганц, Амирам
Амирам Ганц (нем. Amiram Ganz; род. 29 июля 1952, Монтевидео) — уругвайский скрипач.
Учился в Уругвае у Ильи Фидлона (ученика Леопольда Ауэра), Израэля Хорберга и Хорхе Ризи, затем в США у Ричарда Бургина и в Риме у Альберто Лысы и наконец в 1974—1979 гг. в Московской консерватории у Виктора Пикайзена.
В 1977 г. получил четвёртую премию Международного конкурса скрипачей имени Жака Тибо в Париже.
В 1980—1987 гг. первый концертмейстер Страсбургского филармонического оркестра.
С 1987 г. играл в Трио имени Шостаковича.
В 1994 г. стал одним из основателей Трио Альтенберга, в составе которого завоевал широкую международную репутацию и ряд наград. Преподавал в Страсбургской консерватории, как участник трио ведёт мастер-классы по камерному ансамблю в Венской консерватории и других высших музыкальных учебных заведениях мира.